# Königslutter am Elm
Königslutter am Elm è una città di 16.078 abitanti della Bassa Sassonia, in Germania.
Appartiene al circondario (Landkreis) di Helmstedt (targa HE).

## Geografia
La città si trova ai piedi dell'Elm, un basso rilievo della Bassa Sassonia, all'interno del parco naturale Elm-Lappwald. La città si trova a 23 km ad est di Braunschweig e a 18 km a sud di Wolfsburg. A circa 15 km ad ovest di Königslütter si trova la città di Helmstedt, capoluogo del circondario di cui Königslütter fa parte.

## Nome
Il nome originario dell'insediamento era Lutter, che riprendeva il nome del fiume intorno al quale si sviluppava il primo nucleo abitativo. Successivamente si aggiunse la parola tedesca "re" (Königs-). Questa denominazione rimanda alla presenza di un sovrano, da identificarsi con l'imperatore del sacro romano impero nonché re d'Italia Lotario II di Supplimburgo.

## Storia
Intorno al 1200 è menzionato la presenza di un castello con fossato nei pressi dell'antico corso del Lutter, dove attualmente si trova il municipio.
Successivamente si deve a Lotario II lo sviluppo urbano della città nonché la fondazione del cosiddetto "Duomo di Königslutter", uno degli esempi più importanti di romanico tedesco e anche la prima costruzione a volta a nord dello Harz. La città ebbe un notevole sviluppo intorno al XIII e XIV secolo, come dimostrano le molte case a graticcio dell'epoca, la cinta muraria e la piazza del mercato.
I duchi di Braunschweig concessero a Königslutter il titolo di città intorno al 1400 e proprio in quest'epoca la città assunse il nome attuale a ricordo dell'imperatore Lotario II.
Nel 1865 venne fondato in quello che era il convento benedettino adiacente al duomo un centro di psichiatria, tuttora attivo.

## Luoghi d'interesse
Il duomo rappresenta il centro storico e culturale della città. È dedicato agli apostoli Pietro e Paolo e fu fondato nel 1135. Grazie alla presenza di alcune reliquie, riconducibili a questi santi, l'edificio divenne una tappa fondamentale all'interno delle vie del pellegrinaggio medievale europeo.
Il duomo di Königslutter, attorno a cui si sviluppa la città, si ispira a modelli medievali italiani ed infatti è documentabile la presenza attiva di maestri comacini, come di un certo Nicolaus di Verona. L'influsso di queste maestranze si può notare soprattutto nella realizzazione dei portali e nell'apparato decorativo a rilievo, che ha paralleli in edifici religiosi italiani nelle città di Verona, Piacenza e Modena. 
Un altro elemento caratteristico di questo edificio è la presenza del Westwerk, una costruzione architettonica tipica del mondo medievale di tradizione carolingia.
Presso il duomo, in quello che era il convento benedettino ed oggi il centro di psichiatria regionale, si trova un tiglio secolare (Kaiser-Lothar-Linden), piantato nell'anno della fondazione del duomo, il 1135, dall'imperatore Lotario. Il tiglio è tutelato come monumento naturale.

## Galleria d'immagini

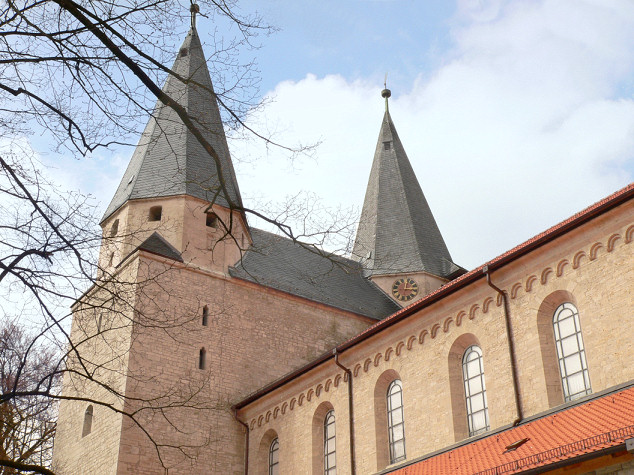
Vista del Westwerk del duomo
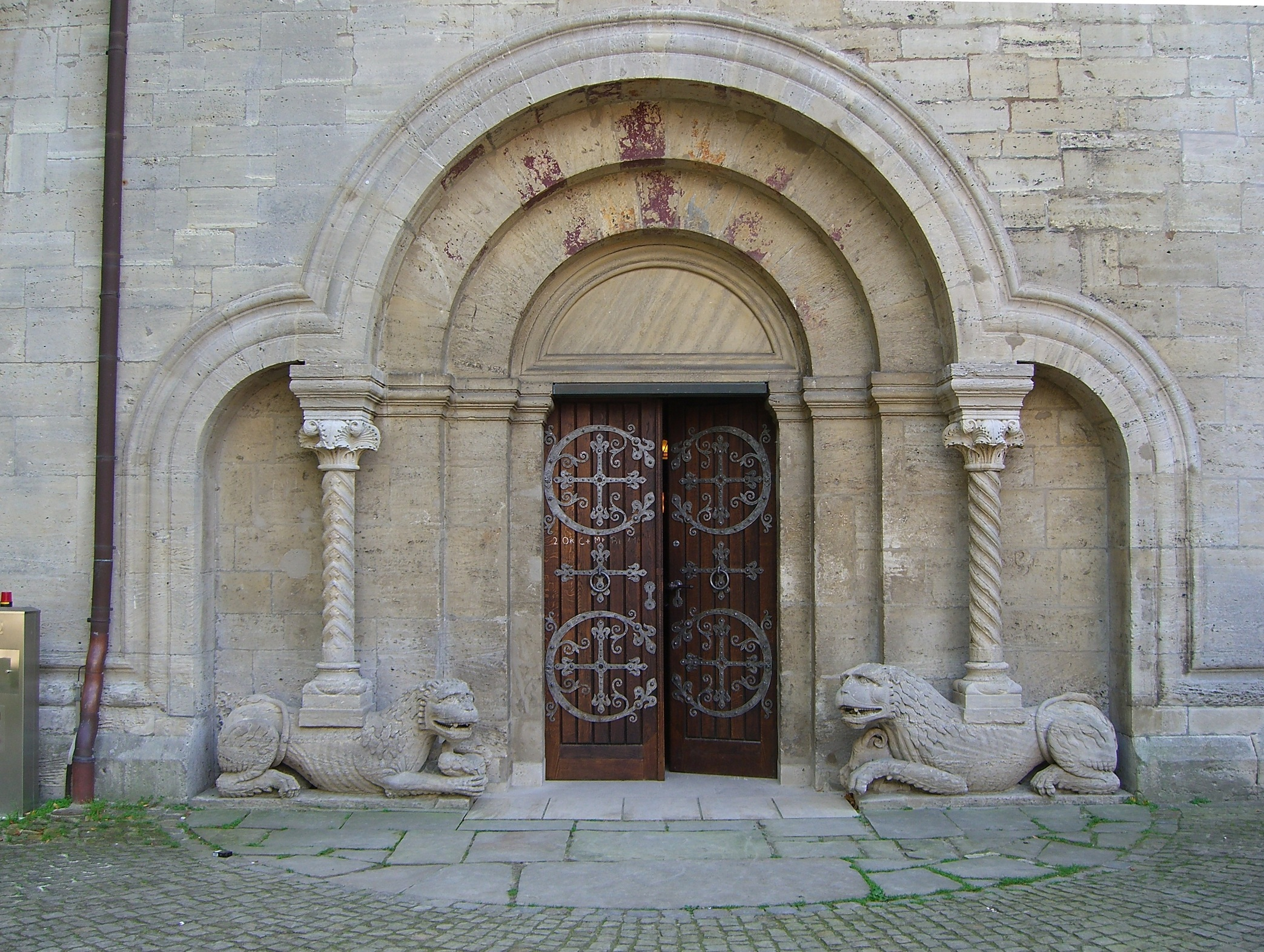
Particolare del portale
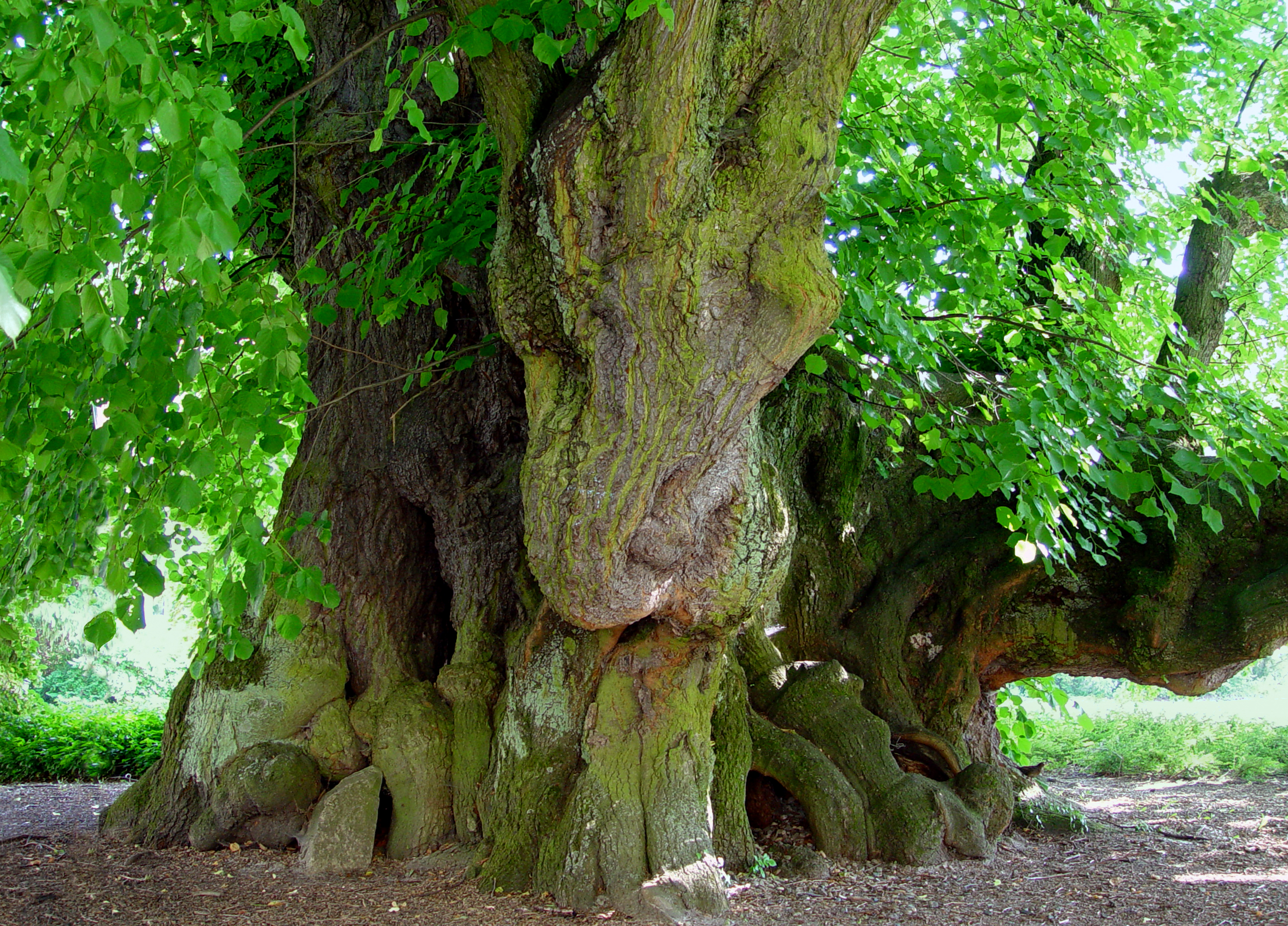
Il tiglio secolare dell'imperatore Lotario